# Océanne Muller
Pour les articles homonymes, voir Muller.
Océanne Marianne Muller, née le 2 janvier 2003 à Schiltigheim, est une tireuse sportive française.

## Carrière
Née en 2003, elle a d'abord été karatéka jusqu'en 2018, puis s'est orientée vers le tir à la carabine. Elle est licenciée du club du SW Haguenau-Harthouse. Elle devient médaillée d'or au tir à la carabine à 10 mètres aux championnats d'Europe de tir 2021 à Osijek, se qualifiant ainsi pour les Jeux olympiques de Tokyo 2020 ; elle remporte aussi lors de ces championnats la médaille d'or au tir à la carabine à 10 mètres par équipes mixtes avec Brian Baudouin. Aux Jeux olympiques de Tokyo, elle prend, à 18 ans, la 5e place de l’épreuve du tir à la carabine à 10 m.
Elle est sacrée championne du monde junior de tir à la carabine à 10 mètres en 2021 à Lima.
Aux Jeux méditerranéens de 2022, elle est médaillée d'or au tir à la carabine à air comprimé à 10 mètres en individuel ainsi que par équipe mixte avec Brian Baudouin.
Elle est médaillée de bronze à la carabine à air comprimé à 10 mètres aux Jeux européens de 2023 à  Cracovie. Elle est aussi médaillée de bronze en équipe mixte aux mondiaux de 2023 avec Romain Aufrère, le duo avait également récompensé d'une médaille d'argent aux championnats du monde juniors un mois auparavant.
Lors des championnats d'Europe de tir 2024 à Györ en Hongrie, Océanne termine à la 4e place. Mais même au pied du podium, la championne française décroche son quota olympique pour les Jeux olympiques de Paris 2024.
Le 16 avril 2024, Océanne remporte le tournoi de qualification olympique à Rio de Janeiro au Brésil. Ayant déjà sa place pour les Jeux de Paris, Océanne offre donc un quota à sa coéquipière, Manon Herbulot, qui finit à la deuxième place de ce tournoi.